# Романсеро

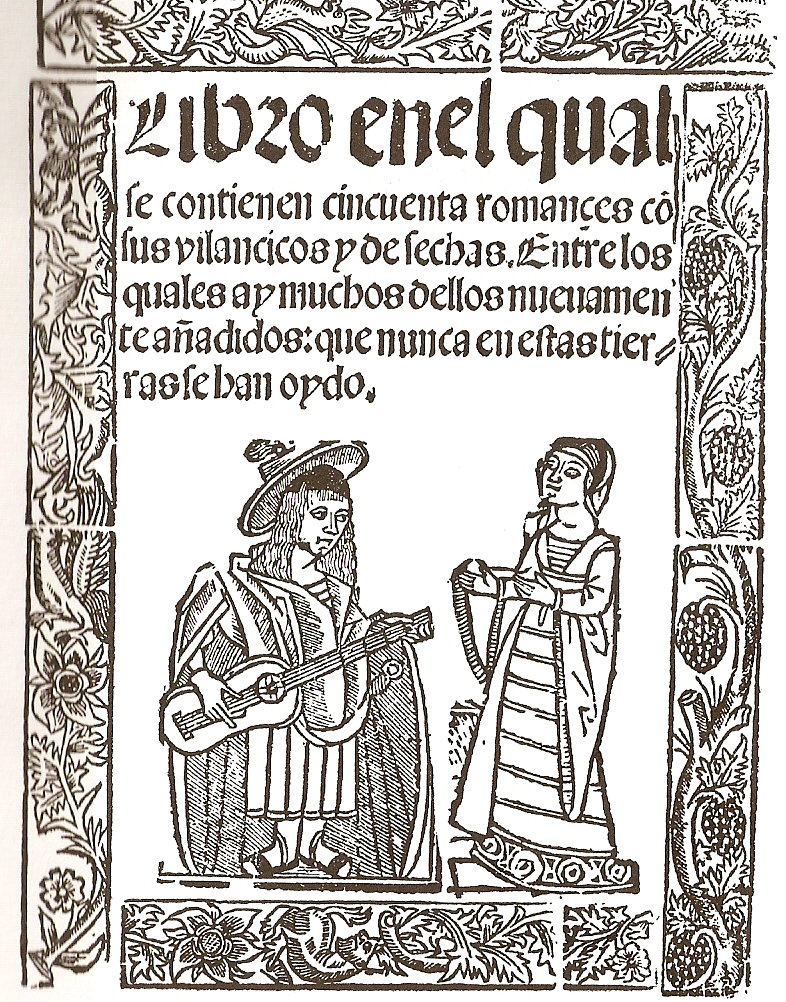
Сборник романсеро

Романсе́ро (исп. romancero) — совокупность испанских романсов — как циклов, так и (рукописных) сборников. 

## Типы
Появляются в XIV веке и делятся на три основных типа, которые черпают материал из:
- современности (посвящены мрачным событиям современной им эпохи царствования Педро Жестокого, вроде убийства брата короля дона Фадрике в 1358 году или его жены, королевы Бланки, в 1361-м)
- героического эпоса (романсы о Сиде)
- исторических хроник (о падении Вестготского королевства под ударами мавров в 711 году, основаны на традиции различных латинских, арабских и испанских хроник, получившей своё окончательное воплощение в «Сарацинской хронике» Педро де Корраля 1430 года)

## Особенности
Романсы написаны восьмисложником с ассонансом в каждой чётной строке. Ассонанс пришёл в романсеро из эпоса, но повторяемость метра в каждом стихе отличает данную форму от гибкой и нерегулярной эпической строки.
Романсы представляют собой древнейшие поэтические опыты испанского народа и служат верным отголоском народных нравов, верований и суеверий. Во всех романсах, особенно в наиболее старинных, отражается истинный испанский национальный характер — мужественный, искренний, степенный, крепко уважающий раз данное слово. Испанские романсы повествуют, главным образом, о наиболее интересных эпизодах общественной испанской жизни и о выдающихся событиях испанской истории в течение восьми веков, начиная с вторжения арабов в Испанию и кончая взятием испанцами Гренады. В романсах проявился тот народный энтузиазм, который поддерживал испанцев в их борьбе за освобождение родины. Старинные испанские романсы — достояние всего испанского народа; как имена их авторов, так и время сложения неизвестны. Надо думать, что значительное их число сочинено ещё в те далёкие времена, когда только что впервые появилась в Испании стихотворная форма, причём романсы, несомненно, сначала распевались самими певцами, сложившими их.
Романсы долго сохранялись лишь в памяти народа. Некоторые историки литературы высказывали мнение, что испанские романсы являются подражанием арабской поэзии. По отношению к большинству романсов это неверно; напротив того, именно испанцы менее всего заимствовали из блестящей, богатой и фантастичной, но изнеженной литературы арабов, этих исконных врагов испанцев, с которыми они сражались столько веков. В тысячах испанских романсов нет и следа арабских легенд, с присущими им волшебствами, волшебниками и феями, проникшими в литературу французов, итальянцев и т. д. Одни только испанцы отвергли всё это; их романсы пропитаны глубокой и пламенной ненавистью побеждённого народа, вынужденного жить рядом с победителями.
Простота формы испанского романса даёт полное основание думать, что эта форма явилась сама собой, как только поэзия стала потребностью народного духа. Иногда, но редко, романсы делятся на строфы в четыре строки, которые в таком случае называются «redondillas». 2-я и 4-я строки или 1-я и 3-я рифмуются, как в современных стансах. Характерная черта романса — употребление ассонанса, то есть нечто вроде неполной рифмы, повторение двух одинаковых гласных в двух последних слогах, нечто среднее между нашими рифмами и белыми стихами.

## Краткая история
Восьмисложный ассонанс — эта естественная и чистая метрическая испанская форма — стал сразу любимым в Испании и долго удерживал за собой общую симпатию. Ещё Лопе де Вега восхищался формой испанского романса и находил её как нельзя более удобной не только для передачи всяких чувств и мыслей, но и для описания важных и великих событий. В Испании относились сначала до того пренебрежительно к старинной народной литературе, что в сборниках «Cancioneros», впервые составленных при короле Иоанне II и вошедших тогда в моду, вовсе не были помещены народные романсы. Лишь в «Cancioneros General», составленном Фернандо дель Кастильо в 1511 г., были помещены 37 романсов. Затем в 1546 и 1550 гг. были изданы в Антверпене и Сарагосе «Cancioneros de Romances» и «Libro de Romanceros».

## Группы
По сюжету, тону, колориту и характеру романсы можно распределить на несколько групп:
- исторические романсы,
- рыцарские или «caballerescos», имеющие связь с рыцарскими сказаниями,
- романсы мавританские, в которых говорится о маврах,
- романсы народные, касающиеся частной жизни и нравов самих испанцев — любовные, сатирические, шутливые и т. д.

Самый обширный и важный, первый в хронологическом порядке и вместе с тем самый интересный отдел — исторические романсы. В основе их лежит чувство патриотизма и религиозности; они повествуют о борьбе древней Испании за независимость отечества и за религию, воспевают национальных героев и заключают в себе элементы национальной эпопеи. Форма их часто весьма несовершенна; зато они сохранили печать самобытности и оригинальности. Очень незначительное их число относится к римской и готской эпохе; громадное большинство повествует о времени завоевания Испании маврами.
Один из самых древних героев романсов — Бернардо дель Карпио, воспетый в 50 романсах; жил он, судя по этим романсам, около 800 г. и был сыном графа Сальданья и сестры короля Альфонса. Следующая серия романса воспевает подвиги Фернана Гонсалеса, народного вождя, отвоевавшего Кастилию у мавров. О нём сохранилось только 20 романсов. Наиболее поэтический из них описывает двукратное освобождение его из тюрьмы, благодаря мужеству и самоотверженности его жены.
Третья группа исторических романсов повествует о семи «инфантах» Лары. Некоторые из этих романсов (их всего 30) превосходны. В основе их лежит предание о том, как семеро сыновей Лары, вследствие домашней распри, были преданы своим родным дядей в руки мавров, которые и умертвили их в то самое время, когда их отец, вследствие измены, находился в тюрьме у тех же мавров. Здесь, вследствие романической любви к нему благородной мавританки, у него рождается восьмой сын, знаменитый Муддера, являющийся мстителем за все зло, причинённое его семье. Всего больше исторические романсы (более 200) воспевают знаменитого Сида. Первая их серия описывает раннюю юность Сида в эпоху царствования Фердинанда Великого, затем мщение его за обиду, нанесённую отцу его гордым графом Лотано, смерть последнего от руки Сида и брак Сида с дочерью графа, Хименой. Из этого эпизода Гильен де Кастро, а затем Корнель заимствовали сюжет своих трагедий о Сиде. Вторая серия романсов о Сиде описывает участие народного героя в осаде Заморы, ссору его с королём Альфонсом VI, вступившим на престол после смерти короля дона Санчо, и изгнание Сида из Кастилии. В последней серии описывается завоевание им города Валенсии, возвращение ему королевской милости, старость, смерть и погребение.
Рыцарские романсы («Caballerescos»), как и исторические, полны национального духа, общего всем старинным испанским романсам. История национальных героев была всего ближе сердцу испанского народа и оставила мало места для поэтических вымыслов о прославленных героях других стран или фантастического мира рыцарства. Единственное исключение составляют испанские романсы, повествующие о Карле Великом и его сподвижниках. В конце VIII в. Карл Великий перешёл Пиренеи и взял Пампелуну и Сарагосу. Блеск имени великого императора слился в воображении испанского народа с фантастическим представлением о громких подвигах самих испанцев и породил целый ряд вымыслов. Лучшим рыцарским романсом считается «Сон графини Альды». Очень интересны также романсы «Estabase el Conde d’Yrlos» и «Assentado esta Gaybero». Рыцарские романсы о Карле Великом и двенадцати его пэрах распеваются и теперь ещё крестьянскими детьми в Испании, знающими романсеро наизусть.
Романсы маврские отличаются романическим колоритом, они очень блестящи и их довольно много, но в числе их нет таких старинных, как исторические романсы. Только непосредственно за падением Гренады, после окончательной победы над маврами и полного уничтожения их могущества в Испании, народная испанская поэзия увлеклась чуждыми ей сюжетами и маврские романсы пошли в ход. Все, что касается преданий или нравов мавров — или, быть может, лишь все то, что приписывало им народное воображение, — вошло, таким образом, в испанские романсеро.
Из числа романсов, характеризующих нравы и частную жизнь испанского народа, одни представляют собой любовные излияния, другие описывают народные увеселения и нравы, но все верно отражают жизнь испанского народа; многие из них отличаются простотой, лёгкостью и грациозностью.

## Сборники романсеро
Имеется ещё сборник романсов, написанных на религиозные темы: «Romancero у Cancionero Sagrado» (1855); он не имеет исторической ценности, так как здесь собраны лишь стихотворения, начиная с XVI века и только лучших тогдашних авторов. Наиболее полными сборниками считаются «Romancero Rivadeneyra» (1850) и «Romanceros Quintana y Durán» (1828—32) в «Biblioteca de Autores Españoles» (т. I и XVI). Имеются ещё издание романсеро австрийского учёного Фердинанда Вольфа, «Primavera y flor de romances», и сборник избранных романсов Эухенио Очоа - «Tesoro de los cancioneros y romanceros españoles», «Romancero Español» Жоржa Деппинга, «Romancero General» во французском переводе Damas Hinard, наконец, старинные издания «Selva de romances» (1550) и «Romancero General» (1605—14).